# Marian Pokropek
Marian Pokropek (ur. 7 września 1932 w Mariance, w gminie Brwinów, zm. 13 stycznia 2023 w Otrębusach) – polski etnograf, profesor dr hab., długoletni pracownik Instytutu Etnologii i Antropologii Kulturowej Uniwersytetu Warszawskiego, założyciel Muzeum Polskiej Sztuki Ludowej w Otrębusach.

## Życiorys
Syn Ignacego i Anieli. Jest absolwentem Uniwersytetu Warszawskiego. Studiował w Instytucie Historii Kultury Materialnej (kier. prof. Witold Dynowski). Tytuł magistra uzyskał w 1956 roku. Po studiach podjął pracę nauczyciela akademickiego, uzyskując stopnie doktora, następnie doktora habilitowanego oraz profesora. 
Był długoletnim kierownikiem Zakładu Etnograﬁi Polskiej i Słowiańszczyzny w Katedrze Etnologii i Antropologii Kulturowej UW.
Zainteresowania badawcze Mariana Pokropka dotyczyły początkowo budownictwa i osadnictwa na Mazowszu oraz Podlasiu. Był współtwórcą „Polskiego Atlasu Etnograficznego”. Prowadził również badania na Białorusi, Litwie, Ukrainie, w Macedonii i Bułgarii.
W czasie badań terenowych zgromadził ogromną kolekcję polskiej sztuki ludowej (rzeźba, płaskorzeźba, snycerka, intarsje, rzeźba ceramiczna, malarstwo ścienne i dekoracyjne, obrazy, drewniane gwizdawki, palemki, pisanki, wiklinowe koszyki, wycinanki i wyroby ze słomy), które umieścił stworzonym przez siebie prywatnym Muzeum Polskiej Sztuki Ludowej w Otrębusach (działa od 1996 roku). 
Jego bogate zbiory fotografii, dokumentujących tradycyjną współczesną kulturę i sztukę ludową Polski oraz Litwy, Białorusi, Ukrainy, Rosji, Rumunii, Czech i Słowacji i słowiańskich krajów bałkańskich, zostały umieszczone w archiwum muzeum w Otrębusach.

## Obszar zainteresowań i badań
Etnografia Polski i Słowiańszczyzny (Polska, Białoruś, Litwa, Macedonia, Bułgaria), zwłaszcza ludowa architektura i sztuka.

## Książki i publikacje (wybór)
- Budownictwo wiejskie na Mazowszu. Rok zabytków architektury ludowej, Warszawa 1966 (folder harmonijkowy)
- Jarmark płocki. Katalog twórców ludowych biorących udział w kiermaszu sztuki ludowej w Płocku w latach 1968–1973, Płock 1974
- Jarmark płocki. Cz. 2, Katalog twórców ludowych biorących po raz pierwszy udział w kiermaszu sztuki ludowej w Płocku w roku 1974, Płock 1975
- Jarmark płocki. Cz. 3, Katalog twórców ludowych biorących po raz pierwszy udział w kiermaszu sztuki ludowej w Płocku w roku 1975, Płock 1976
- Jarmark płocki. Cz. 4, Katalog twórców ludowych biorących po raz pierwszy udział w kiermaszu sztuki ludowej w Płocku w roku 1976, Płock 1977
- Jarmark płocki. Cz. 5, Katalog twórców ludowych biorących po raz pierwszy udział w kiermaszach sztuki ludowej w Płocku w 1977 i 1978 r., Płock 1979
- Budownictwo ludowe w Polsce, Warszawa 1976
- Atlas sztuki ludowej i folkloru w Polsce, Warszawa 1978
wydania obcojęzyczne:
  - Guide to folk art and folklore in Poland, Warszawa 1980
  - Atlas de l’art populaire et du folklore en Pologne, Warszawa 1980
  - Atlas der Volkskunst und Folklore in Polen, Warszawa 1980
- Przewodnik po izbach regionalnych w Polsce, Warszawa 1980
- Sztuka ludowa w Polsce, wyd. I Warszawa 1988, wyd. II Warszawa 1991 (współautorki: Ewa Fryś-Pietraszkowa, Anna Kunczyńska-Iracka)
wydania obcojęzyczne:
  - Folk art in Poland, Warszawa 1991
  - Die Volkskunst in Polen, Warszawa 1991
- Sporedbena monografija na makedonskoto selo Jablanica i polskite sela Pjentki i Tvarogi. T. 2, Narodna architektura (maced.), Skopje 1992 (współautor: Tomasz Strączek)
- Budownictwo ludowe. Chałupy i ich regionalne zróżnicowanie, Warszawa 1995 (współautor: Wojciech Pokropek)
- Kurban. Szkice z obrzędowości ofiarnej w kulturze ludowej Macedonii. Festiwal Nauki, Warszawa, wrzesień 1997, Otrębusy 1997 (współautor: Tomasz Strączek)
- Męka i Zmartwychwstanie Pańskie. Informator wystawy, Płock 2000
- Wycinanki Susan Throckmorton (USA) inspirowane polską wycinanką ludową. Papercuttings Susan Throckmorton (USA) inspired by Polish folk papercuttings. Katalog wystawy. Kwiecień – maj, Otrębusy 2001 (współautorki: Susan Throckmorton, Maria Dąbrowska)
- Boże Narodzenie w tradycji i sztuce ludowej. Wystawa ze zbiorów Muzeum Sztuki Ludowej w Otrębusach, Sierpc 2003 (współautorka: Agnieszka Pokropek)
- Koń jaki jest każdy widzi, czyli wizerunek konia w sztuce ludowej i w malarstwie nieprofesjonalnym. Wystawa ze zbiorów Muzeum Sztuki Ludowej w Otrębusach oraz Muzeum Wsi Mazowieckiej w Sierpcu, Sierpc 2003
- Muzeum Sztuki Ludowej w Otrębusach. Katalog wystaw 1989–2004, Otrębusy 2004 (współautorka: Agnieszka Pokropek)
- Polskie wycinanki ludowe = pol’s’ki narodni vitinanki (ukr.), Otrębusy 2004 (współautorka: Agnieszka Pokropek)
- Bug – rzeka, która łączy. Dzieje rolnictwa Pobuża, Chełm 2005 (współautor: Andrzej Kokowski)
- Rudolf Riedel. Grafika – malarstwo. Katalog, Otrębusy 2007 (red.)
- Ludowe tradycje Suwalszczyzny, Suwałki 2010
- Wędrówki po Puszczy Białej, Pułtusk 2014 (redakcja naukowa i zdjęcia)[7]
- Etnografia. Materialna kultura ludowa Polski na tle porównawczym, Warszawa 2019[3].

## Nagrody i odznaczenia
- Złoty Krzyż Zasługi (1977)
- Krzyż Kawalerski Orderu Odrodzenia Polski (2003)
- Medal Zasłużony dla Kultury Polskiej
- Medal Komisji Edukacji Narodowej (1998)
- Odznaka „Zasłużony Działacz Kultury”
- Nagroda im. Oskara Kolberga (1993)[8]
- Honorowy Obywatel Gminy Kadzidło (2013)[9]
- Medal im. Adama Chętnika
- Medal im. Krzysztofa Kluka
- Medal UW z okazji jubileuszu 50-lecia pracy naukowej
- Nagroda CLIO Wydziału Historycznego UW (1996, 1997)
- Nagroda Rektora UW
- Nagroda Sekretarza Naukowego PAN
- Nagroda Wydawców[4]
- Złoty Medal „Zasłużony Kulturze Gloria Artis” (2022)[3]